# Imagotaria downsi
Imagotaria downsi — викопний вид хижих ластоногих ссавців родини Моржеві (Odobenidae). Вид існував у міоцені (10-12 млн років тому) на західному узбережжі Північної Америки. Скам'янілості виду знайдені у відкладеннях морських діатомітів формування Сісквок у штаті Каліфорнія. Вид був схожий на сучасного моржа, проте мав менші розміри (180 см завдовжки) та менші ікла, хоча ікла були більші ніж у інших ластоногих.